# Histrion

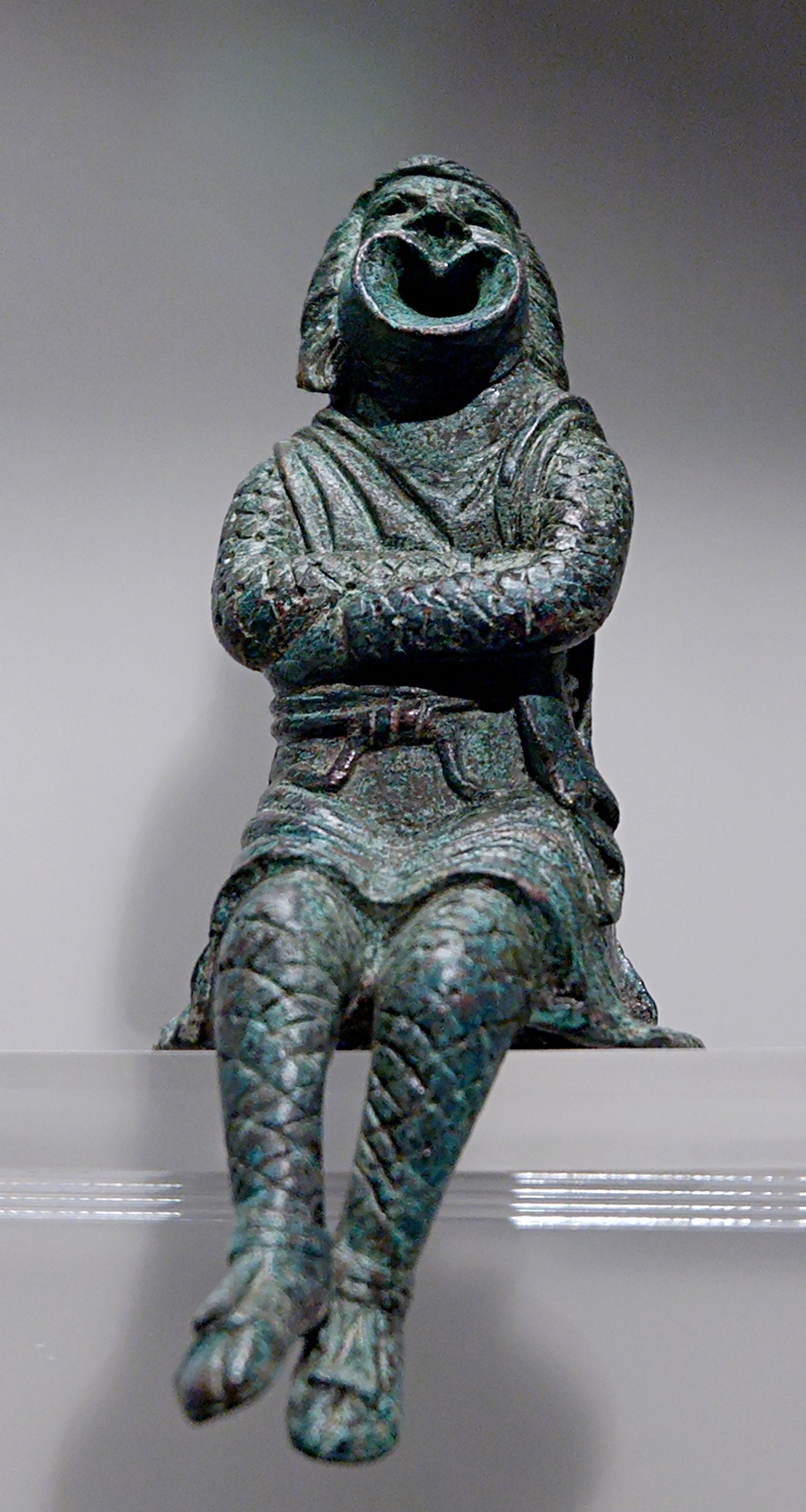
Acteur dans un rôle d'esclave, avec un masque comique. Statuette en bronze, début du.

L'histrion (de l'étrusque ister) désigne un des acteurs, spécialement des mimes, qui jouait, accompagné à la flûte, les ludi scaenici en Étrurie.
Les Romains adoptèrent ensuite le genre dans leurs farces grossières et les satires.

## Histoire
Le nom provient du terme étrusque hister attribué pour désigner des bateleurs qui représentaient des drames informes. Introduits à Rome en l'an 363 avant J-C (390 de Rome), les histrions marquent le début de la comédie et de la tragédie. Les recherches scientifiques récentes modifient cette définition : selon Agathe Migayrou, « l’histrion serait d’abord le danseur avant de devenir celui qui chante et récite dans ce qui devient la satura dramatique ».
Les lois romaines qualifiaient ces prestataires d'infâmes et ne les admettaient pas aux droits des citoyens, vraisemblablement car les histrions étaient à l'origine des esclaves.
La société romaine dédommageait les histrions talentueux des rigueurs de la loi par un paiement généreux quand ils étaient appréciés du public et il arrivait que des notables les traitent en amis.
Sous Cicéron, la rémunération d'un histrion renommé pouvait être élevée, tandis que les histrions moins réputés gardaient la condition d'esclaves, recevant une pitance mensuelle et étant à peine habillés. « Ils devaient cependant avoir une certaine flexibilité de talent, car il leur fallait jouer indistinctement dans la comédie et dans la tragédie. ».